# Municipio Choix
Koordinaten: 26° 42′ N, 108° 18′ W
Choix ist ein Municipio im mexikanischen Bundesstaat Sinaloa. Das Municipio hat 32.998 Einwohner (Zensus 2010) bei einer Fläche von 3220 km². Verwaltungssitz und größter Ort des Municipios ist das gleichnamige Choix.

## Geographie
Das Municipio Choix liegt im äußersten Norden des mexikanischen Bundesstaats Sinaloa auf Höhen zwischen 100 m und 2200 m. Es zählt zur Gänze zur physiographischen Provinz der Sierra Madre Occidental bzw. zur hydrographischen Region Sinaloa und liegt großteils im Einzugsgebiet des Río Fuerte. Die Geologie des Municipios wird von Granodiorit (54 % der Gemeindefläche), Tuffstein (25 %) und Metamorphiten (13,5 %) bestimmt; vorherrschende Bodentypen sind Regosol (55 %) und Leptosol (28 %). Mehr als 70 % des Municipios sind bewaldet, 20 % werden ackerbaulich genutzt.
Im Gemeindegebiet liegen unter anderem die Huites-Talsperre und die El-Mahone-Talsperre.
Das Municipio Choix grenzt an die Municipios Sinaloa und El Fuerte sowie an die Bundesstaaten Sonora und Chihuahua.

## Bevölkerung
Beim Zensus 2010 wurden im Municipio 32.998 Menschen in  7.856 Wohneinheiten gezählt. Davon wurden 816 Personen als Sprecher einer indigenen Sprache registriert, darunter 685 Sprecher des Tarahumara und 71 Sprecher des Mayo. Gut 14 Prozent der Bevölkerung waren Analphabeten. 11.017 Einwohner wurden als Erwerbspersonen registriert, wovon ca. 86,5 % Männer bzw. 5,4 % arbeitslos waren. Über 28 % der Bevölkerung lebten in extremer Armut.

## Orte
Das Municipio Choix umfasst 327 bewohnte localidades, von denen nur der Hauptort vom INEGI als urban klassifiziert ist. Zwei Orte wiesen beim Zensus 2010 eine Einwohnerzahl von über 1000 auf, 262 Orte hatten weniger als 100 Einwohner. Die größten Orte sind:
| Ort                                | Einwohner |
| Choix                              | 9.306     |
| Agua Caliente Grande (De Gastélum) | 1.540     |
| San Javier                         | 0.813     |
| Bajosori                           | 0.734     |
| Santa Ana                          | 0.651     |